# Tour Amaia Montero 2
"Tour Amaia Montero 2", fue la sexta gira de la cantante Amaia Montero y la segunda como solista.

## El Tour
A pesar de que su álbum fue un éxito de ventas en España, no corrió la misma suerte con lo que iba a ser su gran segunda gira como solista. Esta iba a iniciarse el día 25 de febrero en Granada (España), pero fue suspendido ya que se cumplían 3 años de la muerte de su padre. 
Según Iñigo Argomaniz quien ese entonces era mánager de Amaia como de La Oreja de Van Gogh y como ambos artistas tenían en ese tiempo una mala relación expreso lo siguiente:

Fue difícil tanto de la labor de La Oreja, de Amaia, de Getin y mio el poder convivir en esa situación durante 3 o 4 años que acabo siendo imposible de aguantar y eso nos llevo a separarnos con Amaia, que se fue a otras oficinas.

La gira careció de promoción ya que la cantante había dejado de trabajar con su management Get In por lo que tuvo baja demanda de presentaciones.
En el escenario se llevaba una plataforma circular constituida por telas que proyectaban rosas, estrellas, etc, además de imágenes de la misma Amaia. En este Tour la cantante se notaba cansada a diferencia de otras giras, finalmente Montero optó por cancelar el Tour para descansar y componer su tercer disco en solitario. Quedándose así solo con una pequeña gira por España y dos presentaciones en México. 
La misma Amaia aseguró a los medios de comunicación que no era su mejor momento, en el ámbito personal incluso antes de iniciarse el Tour.

## Repertorio
1. Intro
2. Cuestión de suerte
3. 4"
4. Deseos de cosas imposibles
5. Sabes
6. Mirando al mar
7. 20 de enero
8. Ni puedo ni quiero
9. Noviembre
10. Muñeca de trapo
11. Hasta siempre compañero
12. Te voy a decir una cosa
13. A diez centímetros de ti
14. Entre tú y yo
15. Medley LOVG:Dicen que dicen / La estrella y la luna / Soledad / Cuídate / Cuéntame al oído / París
16. Dulce locura
17. Tulipán
18. Donde estabas
19. La playa
20. Rosas
21. Caminando
22. Quiero ser
23. Puedes contar conmigo
24. Tu mirada

## Fechas de la gira
| Fecha               | Ciudad          | País   | Recinto                        |
| ------------------- | --------------- | ------ | ------------------------------ |
| 2 de marzo de 2012  | San Sebastián   | España | Kursaal                        |
| 4 de marzo de 2012  | Bilbao          | España | Teatro Arriaga                 |
| 6 de marzo de 2012  | Madrid          | España | Teatro Circo Price             |
| 8 de marzo de 2012  | Guadalajara     | México | Old Jacks                      |
| 15 de marzo de 2012 | México D.F.     | México | Lunario del Auditorio Nacional |
| 22 de marzo de 2012 | Barcelona       | España | Palau de la Música             |
| 24 de mayo de 2012  | Sevilla         | España | Discoteca Antique              |
| 29 de junio de 2012 | Madrid          | España | Centro Comercial Islazul       |
| 5 de julio de 2012  | Arganda del Rey | España | Rock in Rio                    |

- Datos: Q18924037